# 1790 في المملكة المتحدة
فيما يلي قوائم الأحداث التي وقعت خلال عام 1790 في المملكة المتحدة.

## سياسة

### انتهاء فترة المنصب
- 21 مايو – توماس وارتون شاعر بلاط المملكة المتحدة.

## مواليد

### فبراير
- 2 فبراير – وليام ليتش

### مارس
- 12 مارس – جون فردريك دانيال

### يوليو
- 4 يوليو – جورج إيفرست

### أكتوبر
- 25 أكتوبر – روبرت ستيرلنغ

### نوفمبر
- 12 نوفمبر – ويليام أليسون

## وفيات

### يناير
- 1 يناير – جون كامبل (مواليد 1720)
- 20 يناير – جون هوارد (مواليد 1726)

### مايو
- 21 مايو – توماس وارتون (مواليد 1728)

### يوليو
- 1 يوليو – ويليام روي (مواليد 1726)
- 17 يوليو – آدم سميث (مواليد 1723)

### سبتمبر
- 18 سبتمبر – هنري دوق كمبرلاند وستراثرن (مواليد 1745)